# Györke (Szlovákia)
Györke (szlovákul: Ďurkov) község Szlovákiában, a Kassai kerület Kassa-környéki járásában.

## Fekvése
Kassától 14 km-re keletre, az Ósva-patak bal oldalán fekszik.

## Története
1323-ban „Gurke” néven említik. Neve a György személynév régi változatából ered. Az Aba nemzetség birtoka volt. 1332-ben a pápai tizedjegyzék már említi a falu templomát és Saul nevű papját. 1397-ben Zsigmond király a Perényieknek adta. 1427-ben 51 portát számláltak a faluban. 1565-ben 44 jobbágytelek és 13 zsellérház volt a településen, ez mintegy 285 lakost jelent. 1598-ban 66 ház áll a faluban, mely ekkor a Báthoryak birtoka volt. 1636-ban 36 jobbágycsaládja lakta. Itt vívott döntő ütközetet 1672. október 26-án a kuruc sereg a Spork és Cobb tábornokok vezette császári csapatokkal (györkei csata). A kurucok a hajdúvárosi csapatok árulása miatt súlyos vereséget szenvedtek. A 18. század elején lakossága nagyon lecsökkent: 1715-ben 7, 1720-ban 9 jobbágycsaládja volt. 1746-ban vegyes magyar-szlovák lakossággal rendelkezett, 1773-ban már a magyarok voltak többségben.
A 18. század végén Vályi András így ír róla: „GYŐRKE. Magyar falu Abauj Vármegyében, földes Ura Zombori, és Motsári Uraságok, lakosai reformátusok, fekszik Kassához három mértföldnyire, határja termékeny, és Kassa Városában jó módgya a’ keresetre, első Osztálybéli.”
Fényes Elek 1851-ben kiadott geográfiai szótárában így ír a faluról: „Györke, (Gyurkov), magyar-tót falu, Abauj vmegyében, Regete Ruszkához 1/2 órányira: 150 kath., 10 evang., 230 ref., 40 zsidó lak. Ref. szentegyház. Határa mindent jól megterem; erdeje derék. F. u. Rakóvszky, Zombory, Szemere.”
Borovszky Samu monográfiasorozatának Abaúj-Torna vármegyét tárgyaló része szerint: „Az Ósvától keletre menve, az Ósva folyón túl Györke községet érjük. 97 háza, 663 magyar és tót lakosa van. Postája Bőd, távirója Alsó-Mislye. Református temploma az Árpádok korában épült, de csak előrésze és körfala a fedett tornáczczal maradt meg eredeti alakjában. Tornya, melyet 1875-ben az átépítéssel elrontottak, a legérdekesebb fatornyok egyike volt, faoszlopokon nyugvó nyitott erkélylyel. Harangját három régebbi harangból 1638-ban öntötték. A földbirtokos Rakovszky György, kinek itt régi nemesi kuriája van. Györke körül 1672-ben a császári seregek és a magyar felkelők közt véres ütközet volt, mely árulás következtében a felkelő sereg felkonczolásával végződött. A község határában kitünő kavicsbányát tárnak föl.”
A trianoni diktátumig Abaúj-Torna vármegye Füzéri járásához tartozott.

## Népessége
| Év:            | 1994. | 2004.    | 2014.    | 2024.    |
| -------------- | ----- | -------- | -------- | -------- |
| Emberek száma: | 1333  | 1551     | 1742     | 2066     |
| Eltérés:       |       | +16,35 % | +12,31 % | +18,59 % |

| Év:            | 2023. | 2024.   |
| -------------- | ----- | ------- |
| Emberek száma: | 2041  | 2066    |
| Eltérés:       |       | +1,22 % |

1851-ben 150 katolikus, 10 lutheránus, 230 kálvinista és 40 zsidó lakosa volt.
1880-ban 637-en lakták, ebből 369 magyar és 234 szlovák anyanyelvű.
1890-ben 633 lakosából 359 magyar és 217 szlovák anyanyelvű volt.
1900-ban 623-an lakták: 403 magyar és 169 szlovák anyanyelvű.
1910-ben 689-en lakták, ebből 330 magyar és 293 szlovák anyanyelvű.
1921-ben 667 lakosából 315 magyar és 262 csehszlovák.
1930-ban 775 lakosából 45 magyar és 610 csehszlovák volt.
1941-ben 906-an lakták, ebből 817 magyar és 86 szlovák.
1991-ben 1232 lakosából 25 magyar és 878 szlovák.
2001-ben 1472 lakosából 1342 fő szlovák, 75 cigány és 25 magyar volt.
2011-ben 1692 lakosából 1461 fő szlovák, 92 cigány és 15 magyar volt.
2021-ben 1926 lakosából 1766 (+13) szlovák, 63 (+31) cigány, 12 (+5) magyar, (+6) ruszin, 10 egyéb és 75 ismeretlen nemzetiségű volt.

## Neves személyek
- Itt született 1843-ban Liebmann Mór orvos, szülész-nőgyógyász, sebész, egyetemi magántanár.
- Itt hunyt el 1823-ban Emődy István gimnáziumi tanár, református lelkész.

## Külső hivatkozások
- Györke község honlapja (szlovákul)
- Községinfó
- Györke Szlovákia térképén
- Képes ismertető (szlovákul)
- E-obce.sk